# Легва (Кобулетский муниципалитет)
Легва (груз. ლეღვა) — село в Грузии, на территории Кобулетского муниципалитета автономной республики Аджария.

## География
Село находится в юго-западной части Грузии, в предгорьях Месхетского хребта, на расстоянии 10 километров (по прямой) к северо-востоку от города Кобулети, административного центра муниципалитета. Абсолютная высота — 82 метра над уровнем моря.

## Население
По результатам официальной переписи населения 2014 года, в Легве проживал 2081 человек (1054 мужчины и 1027 женщин). В национальной структуре населения грузины составляли 99,7 %.
| Год  | Население, человек |
| ---- | ------------------ |
| 2002 | 2012               |
| 2014 | ↘ 2081             |